# 商品化权
商品化权（英語：Merchandising Right；亦称商业化权、形象权及公开权），是指将具有知名度、影响力和商业价值的真实人物、虚构角色、作品名称等特征性标志，与商品或服务相联系使用，利用其对消费者的吸引力，使得预期的消费者因为对该形象的熟悉和认同而购买该商品或服务的权利。它是一种基于智力劳动和创造性的民事权益，也是一种商业模式创新的产物。商品化权不仅涉及知识产权和商标权，还涉及人权等。

## 起源
“商品化权”一词来源于日本移植美国法“Merchandising Right”的翻译，其本义为权利人或被许可人与商品相联系地使用角色的必要人格特征，利用角色对消费者的吸引力，使潜在的消费者产生购买愿望。
“商品化权”这个概念最早起源于美国法律中的“形象权”（right of publicity），它是从传统的隐私权（right of privacy）中衍生出来的一种财产权。美国法院在1953年首次承认了名人对其形象享有商品化权，并将其作为一种独立的知识产权进行保护。后来，其他国家也逐渐认可了商品化权，并通过立反不正当竞争法、著作权法、商标法等方式进行保护。

## 内容
商品化权的内容包括